# حسن أباد (بياض)
حسن أباد (بالفارسية: حسن‌آباد) هي قرية تقع في إيران في قسم بیاض الريفي.